# Île Sainte-Hélène
Île Sainte-Hélène är  en ö i Montréal i Kanada.   Den ligger i Saint Lawrencefloden i provinsen Québec, i den sydöstra delen av landet, 170 km öster om huvudstaden Ottawa.
Ön utgör en del av Parc Jean-Drapeau och användes för världsutställningen Expo 67. På ön ligger hållbarhetsmuseet Biosphère Montréal.
Runt Île Sainte-Hélène är det i huvudsak tätbebyggt. Runt Île Sainte-Hélène är det mycket tätbefolkat, med 1 411 invånare per kvadratkilometer.